# Bobby Vitale
Bobby Vitale (né le 30 juin 1965) est un acteur de films pornographiques américain d'origine italienne.

## Biographie
Il entre dans l'industrie du film pour adultes en 1995 et participe à près de 418 titres. On trouve dans sa filmographie des films réalisés par John Leslie. Vitale a également réalisé deux films. Il a été en couple avec Briana Banks et a tourné des scènes avec elle et d'autres femmes. Ils se sont séparés en 2006.

## Récompense et nominations
- 2000 : XRCO Award dans la catégorie Male Performer of the Year[3]
- 2001 : AVN Award dans la catégorie Best Couples Sex Scene (Film) pour Facade (avec Sydnee Steele)[4]